# نيكوس غولياس
نيكوس غولياس (باليونانية: Νίκος Γκόλιας)‏ هو لاعب كرة قدم يوناني في مركز الدفاع، ولد في 29 يوليو 1993 في كارذيتسا في اليونان. لعب مع أريس تسالونيكي.

## وصلات خارجية
- نيكوس غولياس على موقع قاعدة بيانات كرة القدم.إي يو (الإنجليزية)
- نيكوس غولياس على موقع Soccerway.com (الإنجليزية)